# ジョン・コルポイズ
サー・ジョン・コルポイズ（Sir John Colpoys、1742年-1821年4月4日）はイギリス海軍の士官であり、バス勲爵士である。3つの戦争に従軍し、1797年のスピットヘッドとノアの反乱を引き起こした一人でもある。この時コルポイズは海兵隊に、仕官に反抗的な水兵への射撃を命令したため反乱を招いたのであった。このため第一線から退いたが、ナポレオン戦争中は、陸上の幕僚勤務での巧みな行政手腕で、官僚に大きな影響を与え、後にロード・コミッショナー・オブ・ジ・アドミラルティとなり、バス勲章を授与されて、グリニッジ病院の院長を務めた。

## 海軍入隊
コルポイズはダブリンの事務弁護士で、ウィリアム・ヨーク主席裁判官の事務官であった父ジョンの息子として生まれた。子供時代については知られていないが、1742年頃の生まれとされている。1756年に海軍に入隊したと考えられているが、この年は七年戦争が勃発した年で、1758年にルイブールの戦いに、その4年後にマルティニーク侵攻に参戦しているのは確かである。これらの戦役におけるコルポイズの戦いぶりは特記すべきものではなかったが、この2つが彼の唯二の敵との交戦経験であったといってよい。マルティニークでの任務の際にコルポイズは海尉に昇進し、1770年に初めて艦長となって、小型フリゲートのリンクスの指揮を執った。同じ年にコマンダー（その当時はマスター・アンド・コマンダー、元々庸入した商船の指揮を執った熟練海尉のこと）に昇進し、1773年にはまたも昇進して勅任艦長となり、戦列艦ノーサンバーランドの艦長となった。

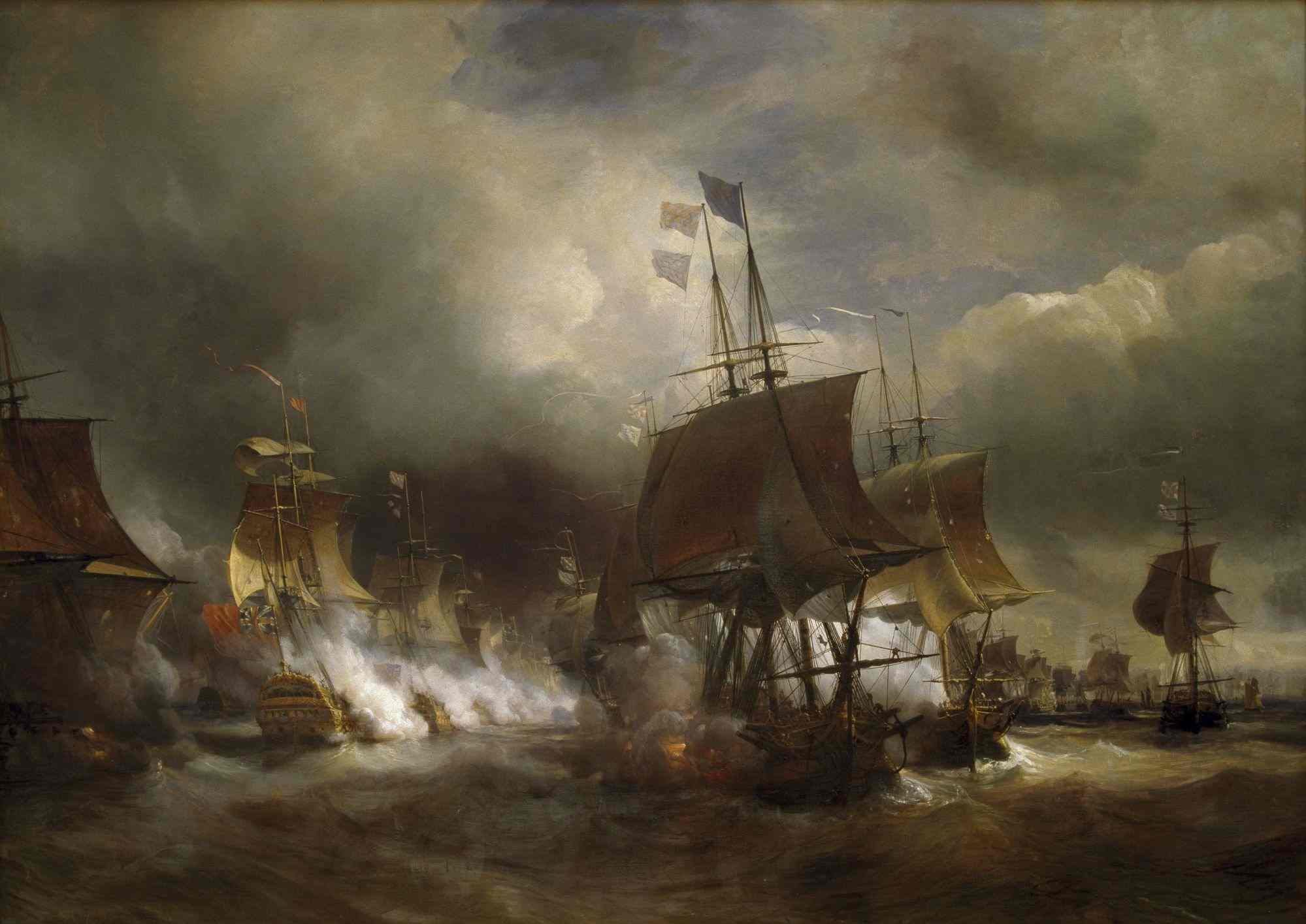
1778年のウェサン島の海戦
(画)テオドール・ギュダン

アメリカ独立戦争の勃発と共に、コルポイズはフリゲート、シーフォードの指揮官となったが、この艦でヨーロッパの海域を航海していたため、目ぼしい海戦には出会わなかった。1778年、このフリゲートから降りて間もなく、コルポイズは軍法会議の判事として召集された。この軍法会議は1778年のウェサン島の海戦直後に厳しい状況におかれたヒュー・パリサーへの査問であり、説示されたように、法廷ではパリサーが潔白であることが証明され、コルポイズは海へ戻って北アメリカ艦隊のオルフェウスの指揮官となった。この艦で指揮を執っている時、コルポイズはローバックと共に勝利をあげた。1781年にアメリカのフリゲート、コンフェデラシーを追跡して捕獲したのであった。そして1783年に地中海艦隊所属のフリゲート、フィービの指揮を執ったが、このフィービはアメリカ独立戦争において最後に乗った艦となり、その数か月後にはフィービは退役した。

## フランス革命戦争

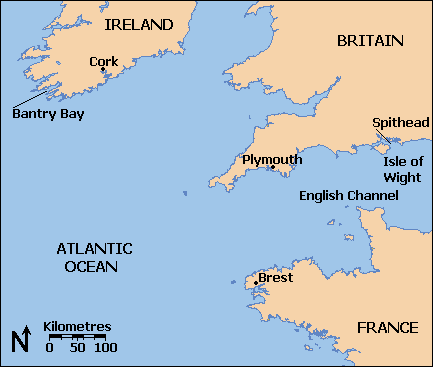
ブレストからアイルランドまでの海域。中央付近にプリマスがある。

半給生活を7年間送った後、コルポイズは1790年に召喚されて、ポーツマスで護衛艦ハンニバルの艦長となった。1793年に再びフランスとの戦いが始まり、コルポイズはアラン・ガードナー指揮下の戦隊の司令官として、海峡艦隊、そして西インド艦隊で現役軍人として任務についた。1794年4月、コルポイズは少将に昇進し、アレクサンダー・フッドを総司令官とする海峡艦隊のロンドンに提督旗をなびかせ、甥のエドワード・グリフィスを旗艦艦長に任命した。1795年、「ロンドン」はグロワ島の海戦の時に参戦したが、交戦はせず、その後の1795年4月10日の海戦も同様だった。
1796年冬、ブレスト沖の海上封鎖艦隊の指揮を命じられ、コルポイズは艦が強風により沖合に押しやられながらも、エドワード・ペリュー指揮下の戦隊にブレスト港を監視に派遣した。12月16日、フランス艦は、ブレスト艦隊にアイルランド侵攻のための陸軍兵を載せて、暗闇に紛れて逃げようとした。ペリューはこの企みを見ぬいて、フランス艦を違う方向へ追いやろうとしたが、フランス艦隊の多くは無事に大西洋にたどり着いた。コルポイズはフランスを追うよりはむしろ、自分の戦隊の艦を修理させるためにプリマスに向かったが、海峡艦隊の主力部隊はフランス艦を捜索していた。このフランス艦隊の遠征は結局のところ、意志統一されていなかったのと、強風との両方の原因により挫折した。

### スピットヘッドとノアの反乱

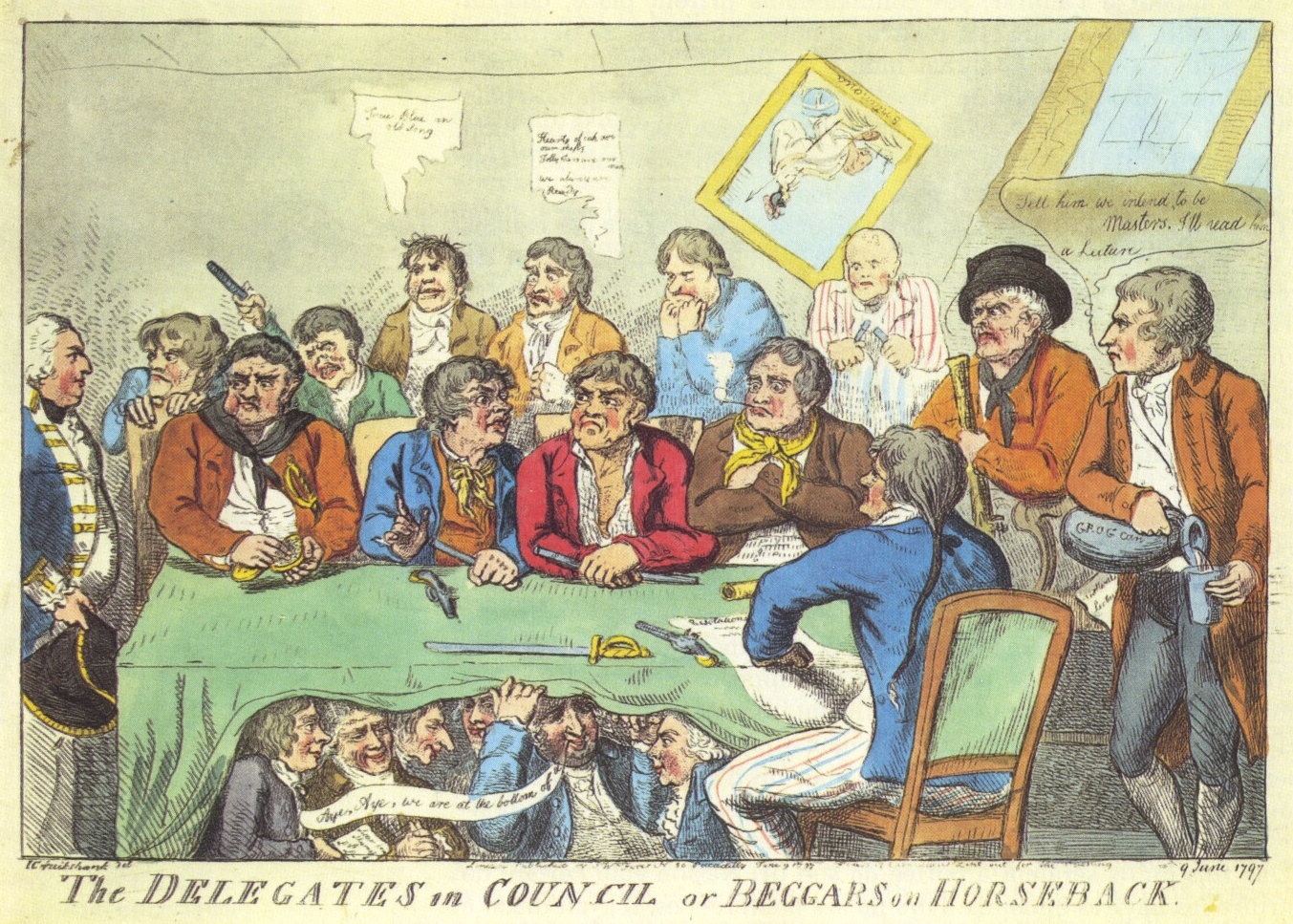
スピットヘッドとノアの反乱での水兵の代表者

コルポイズがまだ海軍で任務についていた1797年、4月にスピットヘッドとノアの反乱が勃発した後に、コルポイズの最も特筆すべき行動が起きた。スピットヘッドの海峡艦隊で、軍上層部に反発した水兵たちがストライキを起こし、いくつもの権利を要求した後に反撃行動に出た。海軍本部との折衝後何日か経って、4隻の艦だけが任務に戻ったものの緊張が高まった。4隻は出帆を拒否されたが、このすべてがコルポイズの指揮下にあり、海峡艦隊の残りの艦は、反乱の起きている艦を孤立させるためにセント・ヘレンズ (ワイト島)へ移された。5月1日、海軍本部から艦隊と共に命令が届き、士官たちに、反乱を強硬な手を使って中断させること、反乱の首謀者たちを逮捕するようにというものだった。多くの士官たちは、この命令が新たな反乱の引き金となることを悟っており、命令のことをもみ消そうとしたが、成功しなかった。
セントヘレンズの水兵たちは士官たちにまたも盾つき、スピットヘッドのコルポイズは、彼の艦「ロンドン」に乗務している水兵が反乱を起こさないかの確認のために、緊急の処置を取った。水兵たちは甲板に呼び出され、彼らが抱えているであろう不満を吐き出すように要請された。乗員たちは何もないと述べ、コルポイズは彼らを解散させた。セントヘレンズの艦隊から来た反乱分子による、水兵への見えざる影響を心配したコルポイズは、元々ロンドンに乗り組んでいた水兵を甲板下に隔離しようとした。これに水兵たちは激怒し、提督に会わせるように要求した。コルポイズは水兵の代表者が甲板に出ることを禁じたため、彼らはハッチに殺到した。コルポイズは動転し、士官と海兵隊とに、ハッチをよじ登ってくる乗員たちを撃つように命じた。海兵隊の多くがこの命令を拒んだが、多くの水兵たちが、コルポイズが射撃をやめさせる前に命を落とした。
今やすっかり反乱軍と化した乗員に圧倒され、コルポイズは降伏を迫られた。射撃の全責任を取り、このことで絞首刑をちらつかされた士官の一人の助命のために、コルポイズと仲間の士官は捕らえられて監禁され、一方で「ロンドン」は出帆してセントヘレンズで艦隊に合流した。乗員ははじめは、射殺のことでコルポイズと士官たちを裁判にかけようとしたが、士官たちはみな後になって陸上で釈放された。コルポイズは後に、仕えたくない士官として反乱兵たちにはっきりと名指しで要求された。この時コルポイズは第一線を退いた。しかしこれは彼が取った行に対するの判決ではなく、反乱が起きる前から、コルポイズの健康は悪化しており、退役を要請されていたためであった。

## 陸上勤務
コルポイズはもはや海で任務につくことがなくなり、体も回復し始めていた。また長期間の軍人生活への報酬としてバス勲章（ナイト・コンパニオン）を授与された。半ば引退生活を送り、1801年には海軍大将に昇進した。そして海軍本部に1803年に召喚され、プリマス総司令官の役職についた 。その翌年、ヘンリー・ダンダスが、コルポイズにロード・コミッショナー・オブ・ジ・アドミラルティに就任するよう明確に要求した。また地中海艦隊の総司令官も考えられたが、これは最終的にカスバート・コリングウッドが就任した。
1805年、コルポイズはグリニッジ病院の名誉職である収入役の役職を与えられ、1816年にはこの病院の院長となった。それに先立って騎士勲章の再編が行われ、コルポイズはバス勲章のナイト・グランド・クロスを授与された。1821年、79歳で死去、遺体は病院の敷地に埋葬された。